# Superstitious (Europe)
Superstitious is een nummer van de Zweedse rockband Europe. Het is de eerste single van hun vierde studioalbum Out Of This World uit 1988. Op 31 juli van dat jaar werd het nummer op single uitgebracht.

## Achtergrond
De plaat werd in veel landen een hit. In Zweden, Europe's thuisland, werd de nummer 1-positie bereikt. In de Verenigde Staten werd de 31e positie in de Billboard Hot 100 bereikt, in Canada de 35e, in Australië de 45e en in het Verenigd Koninkrijk de 34e positie in de UK Singles Chart. 
In Nederland bereikte de plaat de 10e positie in de Nederlandse Top 40 en de 11e positie in de Nationale Hitparade Top 100.
In België bereikte de plaat de 15e positie in de Vlaamse Radio 2 Top 30 en de 24e positie in de voorloper van de Vlaamse Ultratop 50.